# Тау-Кен Самрук
Акционерное общество «Национальная горнорудная компания „Тау-Кен Самрук“» — казахстанская горнорудная компания, входит в группу
«Самрук-Казына». Вертикально-интегрированная компания, создана в январе 2009 года постановлением правительства Казахстана со стопроцентным участием государства в уставном капитале.
Основная деятельность: разведка, разработка, добыча, переработка и реализация твердых полезных ископаемых (приоритетные металлы — золото, медь, редкие металлы и редкоземельные элементы) [каких?]; разработка и внедрение новых наукоемких и эффективных технологий в горно-металлургической промышленности; воспроизводство минерально-сырьевой базы, освоение забалансовых запасов месторождений[уточнить].

## Структура
Дочерние компании:
- ТОО «Тау-Кен Алтын» — 100 %
- ТОО «Северный Катпар» — 100 %
- ТОО СП «Алайгыр» — 100 %
- ТОО «Масальский ГОК» — 99,18 %
- АО «ШалкияЦинк ЛТД» — 100 %

Ассоциированные компании:
- ТОО «Kazzinc Holdings» — 29,97 %
- ТОО «Tau-Ken Temir» — 45 %
- ТОО «Silicon Mining» — 45 %

## История
В 1991 году государственный пакет акций «Тау-Кен Самрук» был передан в собственность АО Фонд национального благосостояния «Самрук-Казына».
В октябре 2011 года создано ТОО «Алайгыр», ориентированное на производство свинцового концентрата, содержащего серебро в качестве попутного металла.
3 июля 2012 года на территории индустриального парка «Астана — Новый город» в рамках телемоста по презентации индустриальных проектов первому Президенту Республики Казахстан Назарбаеву Н. А. была забита первая свая в фундамент аффинажного завода «Тау-Кен Алтын».
В 2013 году в уставный капитал АО "НГК «Тау-Кен Самрук» были переданы принадлежащие АО «Самрук-Қазына» 29,82 % доли участия в уставном капитале ТОО «Казцинк», в декабре того же года осуществлен запуск аффинажного завода с проектной мощностью 25 тонн аффинированного золота и 50 тонн серебра в год.
В 2014 году завод отгрузил первую партию золотых слитков чистотой 99,99 % в адрес Национального банка Республики Казахстан, который, согласно казахстанскому законодательству, имеет преимущественное право покупки золота, аффинируемого на территории страны. В июле 2014 года 100 % акций АО «ШалкияЦинк ЛТД» переданы в уставный капитал АО «Тау-Кен Самрук». Примерно в это же время «Тау-Кен Самрук» приобрел 93 % долей участия в ТОО «Масальский ГОК».
В 2015 году Национальная горнорудная компания приобретает новый актив — ТОО «Северный Катпар» (разведка и добыча вольфраммолибденовых руд на месторождениях Северный Катпар и Верхнее Кайрактинское в Карагандинской области). На аффинажном заводе внедрили технологию вакуумной дистилляции серебра. 
В 2016 году поставлены на Государственный баланс РК запасы меди по месторождению Хаджиконган (98,5 тыс. тонн при среднем содержании 1,8 %). В декабре этого же года приобретена доля в ТОО «Silicon mining».
В 2018 году «Тау-Кен Самрук» актуализировал Стратегию развития компании до 2028 года, акцентировав внимание на развитии взаимодействия со стратегическими инвесторами. Кроме того, Национальная компания «Тау-Кен Самрук» инициировала создание Республиканской ассоциации производителей драгоценных металлов для более эффективного решения проблемных вопросов казахстанских производителей золота путем консолидации усилий широкого круга предприятий при взаимодействии с государственными органами и отраслевыми ассоциациями. В 2018 году заверочное бурение подтвердило исторические данные о запасах вольфрама и молибдена на месторождении Северный Катпар в Карагандинской области. На базе вольфрамовых месторождений Северный Катпар и Верхнее Кайрактинское предполагается строительство двух горно-обогатительных комбинатов. Полученный концентрат будет перерабатываться на едином гидрометаллургическом комплексе. Успешная реализация данного проекта даст возможность Казахстану занять второе место в мире по производству вольфрамовой продукции.
В 2018 году «Тау-Кен Самрук» вошел в тройку лидеров рейтинга прозрачности крупнейших компаний Казахстана по версии агентства «Эксперт РА Казахстан». Компании оценивались по пяти наиболее значимым с точки зрения стандартов прозрачности критериям, в том числе раскрываемой информации о компании, корпоративном управлении, устойчивом развитии, коммуникациям, качеству и полноте отчетности.
В сентябре 2019 года аффинажный завод «Тау-Кен Алтын» получил сертификат Good Delivery Лондонской ассоциации рынка драгоценных металлов (The London Bullion Market Association, LBMA), подтвердив тем самым высокое качество своей продукции. В ноябре 2019 года ТОО «Тау-Кен Алтын» достигло проектной мощности, завод аффинировал 29,2 т золота. Запущена программа по поддержке юниорских компаний, осуществляющих геологоразведочную деятельность.
В 2020 году начались широкомасштабные геологоразведочные работы на территории четырёх областей Казахстана, Национальная горнорудная компания «Тау-Кен Самрук» реализует данный проект совместно с «Казахстан Фортескью» — 100 % дочерней компанией Австралийской Fortescue Metals Group Ltd.
В 2023 году на аффинажном заводе «Тау-Кен Алтын» начал работать новый цех по переработке производственных отходов мощностью 15 тонн в год.

### Производство кремния
В 2014 на заводе по производству металлургического кремния проведены восстановительные работы и запущена рудотермическая печь № 1. 15 октября 2014 года получен металлический кремний.. Рудотермическая печь № 2 введена в эксплуатацию в 2015 году.
В 2019 году из-за падения цен на металлургический кремний компания приостановила работу, уволила часть сотрудников и законсервировало производство в ожидании инвесторов.
В рамках реализации Комплексного плана приватизации, утвержденного Правительством РК, в соответствии с законодательством Республики Казахстан, Правилами передачи в конкурентную среду активов АО «Самрук-Қазына» и организаций, более 50% голосующих акций (долей участия) которых прямо или косвенно принадлежат АО «Самрук-Қазына» на праве собственности, в 2024 году был проведен открытый двухэтапный конкурс по реализации от 51% до 100% доли участия в уставном капитале товарищества с ограниченной ответственностью «Tau-Ken Temir» и от 51% до 100% доли участия в уставном капитале товарищества с ограниченной ответственностью «Silicon mining».
По итогам конкурса консорциум в составе «Metaleen Investments Holdings» LLC и «TSP Alüminyum Anonim Şirketi» приобрел 55% доли участия в уставном капитале ТОО «Tau-Ken Temir» и ТОО «Silicon mining».